# Campionati mondiali di nuoto in vasca corta 2021 - 50 metri dorso maschili
La gara di nuoto dei 50 metri dorso maschili dei Campionati mondiali di nuoto in vasca corta 2021 è stata disputata il 18 e 19 dicembre presso l'Etihad Arena ad Abu Dhabi negli Emirati Arabi Uniti.
Vi hanno preso parte 51 atleti provenienti da 43 nazioni.

## Podio
| Posizione | Atleta             | Nazionalità      |
| --------- | ------------------ | ---------------- |
| Oro       | Kliment Kolesnikov | Fed. Russa Nuoto |
| Argento   | Lorenzo Mora       | Italia           |
| Argento   | Christian Diener   | Germania         |

## Programma
| Data             | Ora   | Turno              |
| ---------------- | ----- | ------------------ |
| 18 dicembre 2021 | 9:59  | Batterie           |
| 18 dicembre 2021 | 11:38 | Spareggio batterie |
| 18 dicembre 2021 | 19:25 | Semifinali         |
| 19 dicembre 2021 | 19:35 | Finale             |

## Record
Prima della manifestazione il record del mondo e il record dei campionati erano i seguenti.
| Record mondiale       | 22"22 | Florent Manaudou Francia | 6 dicembre 2014 Doha, Qatar |
| Record dei campionati | 22"22 | Florent Manaudou Francia | 6 dicembre 2014 Doha, Qatar |

## Risultati

### Batterie
I primi 16 tempi accedono alle semifinali
| Pos | Batt | Corsia | Nome                   | Nazione                 | Tempo       | Note      |
| --- | ---- | ------ | ---------------------- | ----------------------- | ----------- | --------- |
| 1   | 6    | 4      | Kliment Kolesnikov     | Fed. Russa Nuoto        | 23.14       | Q         |
| 2   | 5    | 3      | Gabriel Fantoni        | Brasile                 | 23.15       | Q         |
| 3   | 3    | 4      | Shaine Casas           | Stati Uniti             | 23.23       | Q         |
| 4   | 5    | 5      | Pavel Samusenko        | Fed. Russa Nuoto        | 23.26       | Q         |
| 5   | 6    | 5      | Christian Diener       | Germania                | 23.28       | Q         |
| 6   | 4    | 6      | Kacper Stokowski       | Polonia                 | 23.33       | Q         |
| 7   | 4    | 5      | Guilherme Guido        | Brasile                 | 23.47       | Q         |
| 8   | 4    | 3      | Lorenzo Mora           | Italia                  | 23.49       | Q         |
| 8   | 4    | 7      | Jan Čejka              | Rep. Ceca               | 23.49       | Q         |
| 10  | 5    | 4      | Michele Lamberti       | Italia                  | 23.50       | Q         |
| 11  | 5    | 2      | Mohamed Samy           | Egitto                  | 23.54       | Q         |
| 11  | 6    | 3      | Apostolos Christou     | Grecia                  | 23.54       | Q         |
| 13  | 5    | 6      | Ole Braunschweig       | Germania                | 23.57       | Q         |
| 14  | 4    | 4      | Robert Glință          | Romania                 | 23.58       | Q         |
| 15  | 5    | 7      | Simon Bucher           | Austria                 | 23.63       | Q         |
| 16  | 6    | 1      | Alexis Santos          | Portogallo              | 23.75       | spareggio |
| 16  | 6    | 2      | Tomáš Franta           | Rep. Ceca               | 23.75       | spareggio |
| 18  | 6    | 7      | Grigori Pekarski       | Bielorussia             | 23.77       |           |
| 18  | 6    | 8      | Mewen Tomac            | Francia                 | 23.77       |           |
| 20  | 5    | 1      | Won Young-jun          | Corea del Sud           | 23.94       |           |
| 21  | 5    | 8      | Doruk Tekin            | Turchia                 | 23.96       |           |
| 21  | 6    | 6      | Viktar Staselovich     | Bielorussia             | 23.96       |           |
| 23  | 4    | 2      | Markus Lie             | Norvegia                | 23.98       |           |
| 24  | 4    | 1      | Yohann Ndoye-Brouard   | Francia                 | 24.03       |           |
| 25  | 4    | 0      | Michael Laitarovsky    | Israele                 | 24.32       |           |
| 26  | 3    | 1      | Jerard Jacinto         | Filippine               | 24.40       |           |
| 26  | 4    | 9      | Srihari Nataraj        | India                   | 24.40       |           |
| 28  | 6    | 9      | Hugo González          | Spagna                  | 24.41       |           |
| 29  | 5    | 0      | Lau Shiu Yue           | Hong Kong               | 24.42       |           |
| 30  | 4    | 8      | Yeziel Morales         | Porto Rico              | 24.44       |           |
| 31  | 6    | 0      | Charles Hockin         | Paraguay                | 24.48       |           |
| 32  | 3    | 7      | Jack Kirby             | Barbados                | 24.71       |           |
| 33  | 5    | 9      | I Gede Siman Sudartawa | Indonesia               | 24.76       |           |
| 34  | 3    | 8      | Oleksandr Zheltyakov   | Ucraina                 | 24.82       |           |
| 35  | 3    | 9      | Filippos Iakovidis     | Cipro                   | 25.17       |           |
| 36  | 3    | 6      | Max Mannes             | Lussemburgo             | 25.30       |           |
| 37  | 2    | 4      | Akalanka Peiris        | Sri Lanka               | 25.31       |           |
| 38  | 3    | 5      | Maximillian Wilson     | Isole Vergini Americane | 25.49       |           |
| 39  | 2    | 5      | Ali Al-Zamil           | Kuwait                  | 25.86       |           |
| 40  | 3    | 0      | Gabriel Castillo       | Bolivia                 | 25.96       |           |
| 41  | 2    | 3      | Felipe Jaramillo       | Ecuador                 | 26.18       |           |
| 42  | 3    | 2      | Omar Al-Rowaila        | Bahrein                 | 26.38       |           |
| 43  | 3    | 3      | Abdellah Ardjoune      | Algeria                 | 26.56       |           |
| 44  | 2    | 2      | Mekhayl Engel          | Curaçao                 | 26.68       |           |
| 45  | 2    | 1      | Juwel Ahmmed           | Bangladesh              | 27.04       |           |
| 46  | 2    | 6      | Tameea Elhamayda       | Qatar                   | 27.80       |           |
| 47  | 1    | 3      | Rohan Shearer          | Turks e Caicos          | 28.96       |           |
| 48  | 2    | 7      | Ahmed Al-Marzooqi      | Emirati Arabi Uniti     | 29.44       |           |
| 49  | 2    | 8      | Papa Poku-Dwumoh       | Ghana                   | 30.17       |           |
| -   | 1    | 4      | Souleymane Napare      | Burkina Faso            | non partiti |           |
| -   | 1    | 5      | Yousef Al-Washali      | Yemen                   | non partiti |           |

### Spareggio batterie
| Pos | Corsia | Nome          | Nazione    | Tempo | Note |
| --- | ------ | ------------- | ---------- | ----- | ---- |
| 1   | 4      | Alexis Santos | Portogallo | 23.41 | Q    |
| 2   | 5      | Tomáš Franta  | Rep. Ceca  | 23.71 |      |

### Semifinali
I primi 8 tempi accedono alla finale
| Pos | Batt | Corsia | Nome               | Nazione          | Tempo | Note |
| --- | ---- | ------ | ------------------ | ---------------- | ----- | ---- |
| 1   | 1    | 5      | Pavel Samusenko    | Fed. Russa Nuoto | 22.74 | Q    |
| 2   | 2    | 4      | Kliment Kolesnikov | Fed. Russa Nuoto | 22.78 | Q    |
| 3   | 2    | 3      | Christian Diener   | Germania         | 22.89 | Q    |
| 4   | 1    | 6      | Lorenzo Mora       | Italia           | 23.13 | Q    |
| 4   | 2    | 5      | Shaine Casas       | Stati Uniti      | 23.13 | Q    |
| 6   | 1    | 2      | Michele Lamberti   | Italia           | 23.15 | Q    |
| 7   | 1    | 3      | Kacper Stokowski   | Polonia          | 23.17 | Q    |
| 8   | 1    | 7      | Apostolos Christou | Grecia           | 23.26 | Q    |
| 9   | 1    | 1      | Robert Glință      | Romania          | 23.28 |      |
| 10  | 1    | 8      | Alexis Santos      | Portogallo       | 23.35 |      |
| 11  | 1    | 4      | Gabriel Fantoni    | Brasile          | 23.37 |      |
| 12  | 2    | 2      | Jan Čejka          | Rep. Ceca        | 23.40 |      |
| 13  | 2    | 6      | Guilherme Guido    | Brasile          | 23.51 |      |
| 14  | 2    | 1      | Ole Braunschweig   | Germania         | 23.54 |      |
| 15  | 2    | 8      | Simon Bucher       | Austria          | 23.58 |      |
| 16  | 2    | 7      | Mohamed Samy       | Egitto           | 23.65 |      |

### Finale
| Pos. | Corsia | Atleta             | Nazionalità      | Tempo | Note |
| ---- | ------ | ------------------ | ---------------- | ----- | ---- |
|      | 5      | Kliment Kolesnikov | Fed. Russa Nuoto | 22.66 |      |
|      | 3      | Lorenzo Mora       | Italia           | 22.90 |      |
|      | 6      | Christian Diener   | Germania         | 22.90 |      |
| 4    | 4      | Pavel Samusenko    | Fed. Russa Nuoto | 22.93 |      |
| 5    | 7      | Michele Lamberti   | Italia           | 22.94 |      |
| 6    | 1      | Kacper Stokowski   | Polonia          | 22.98 |      |
| 7    | 2      | Shaine Casas       | Stati Uniti      | 22.99 |      |
| 8    | 8      | Apostolos Christou | Grecia           | 23.08 |      |